# Lanx de Corbridge
El lanx de Corbridge se refiere a una gran bandeja de plata romana encontrada cerca de Corbridge, en el norte de Inglaterra, en 1735. Una vez parte de un gran tesoro romano, del hallazgo original sólo queda esta pieza de plata. El Museo Británico finalmente la compró en 1993.  

## Descubrimiento
En 1735, la hija de un zapatero local encontró la pieza en las orillas del río Tyne, cerca del pueblo de Corbridge, Northumberland. A lo largo de 30 años, a principios del siglo XVIII, se habían ido encontrando en los alrededores varios objetos de plata que probablemente formaban parte de un gran tesoro romano. Desafortunadamente, todos los demás elementos del tesoro desaparecieron y solo la bandeja quedó disponible. Pasó a ser propiedad de los duques de Northumberland y permaneció en su poder hasta 1993, cuando fue vendida por Henry Percy, undécimo duque de Northumberland, al Museo Británico.

## Descripción
La gran bandeja de plata tiene forma rectangular y está grabada con figuras mitológicas grecorromanas. En época imperial el lanx era una gran bandeja rectangular o circular, a veces con asas, empleada para servir en los banquetes y para portar ofrendas en sacrificios; este ejemplo particularmente extravagante es similar en estilo a varias bandejas del Tesoro de Mildenhall y puede fecharse en el siglo IV d. C. La escena muestra a la derecha al dios Apolo a la entrada de un santuario, sosteniendo un arco con una lira a sus pies. A la izquierda junto a un altar conversan las diosas Diana con su imagen arquetípica de cazadora: también con arco, túnica corta y coturnos, y Minerva igualmente con sus atributos de casco, lanza y égida. Las dos diosas entre ellos, una de pie la otra sentada, no han sido identificadas de manera concluyente, aunque probablemente se trate de Juno y Vesta. Abajo se representa otro altar, flanqueado por el perro de Artemisa, un ciervo caído y un grifo, animal mítico a menudo asociado con Apolo.